# Амеоби, Сэмми
Сэ́мюэл (Сэ́мми) Амео́би (англ. Samuel "Sammy" Ameobi; род. 1 мая 1992, Ньюкасл-апон-Тайн) — английский футболист нигерийского происхождения.
Сэм играет на позиции нападающего, но также может выступать на позиции левого или правого крайнего полузащитника.

## Карьера

### Клубная
Амеоби присоединился к академии «Ньюкасл Юнайтед» в июле 2008 года. За команду резерва «Ньюкасла» дебютировал 29 сентября 2008 года, выйдя на замену в матче против резервистов «Блэкберн Роверс». Первый гол за резервную команду «сорок» Сэм забил 27 октября 2008 года в ворота «Хартлпул Юнайтед». Дебют за основную команду пришёлся на матч 37-го тура чемпионата Англии 2010/11 против «Челси», Сэмми заменил на 82-й минуте Петера Лёвенкранса. Примечательно, что в составе «Ньюкасла» в этом матче играло два брата — Шола и Сэм Амеоби, они стали третьими братьями, игравшими за «Ньюкасл Юнайтед»: в 1952 году Джордж и Тед Робледо играли вместе в составе клуба, а в 1992 году за него играли Мэтти и Ричи Эпплби. Свой первый гол за основу джорди Сэмми забил 15 июля 2011 года на 55-й минуте в предсезонном товарищеском матче против «Дарлингтона». Перед забитым мячом болельщики «Ньюкасла» пели: «Если Сэмми забьёт, мы выбежим на поле», — так и случилось: Амеоби забил, а болельщики выбежали на поле и стали праздновать гол вместе с игроками команды. Из-за этого инцидента игру пришлось приостановить на 10 минут.
В матче второго раунда Кубка Лиги 2011/12 Сэмми забил победный гол в ворота «Сканторп Юнайтед» на 112-й минуте матча. Этот мяч оказался 200-м для «Ньюкасла» в Кубке Лиги. В ноябре 2011 года Сэмми подписал с клубом контракт до июня 2015 года. В матче 12-го тура чемпионата Англии 2011/12 против «Манчестер Сити», лидировавшего в таблице, Сэм впервые вышел на поле в основном составе и сыграл вплоть до 78-й минуты.
В матче резервистов «Ньюкасла» и «Уигана», который состоялся 10 января 2012 года, Сэмми Амеоби получил травму колена и выбыл на 4 месяца. В апреле 2012 года Сэм приступил к тренировкам.
25 февраля 2013 года Сэмми Амеоби на правах аренды до конца сезона перешёл в «Мидлсбро». 2 марта дебютировал в составе «речников» в матче против «Кардифф Сити» и отметился забитым мячом на 17-й минуте.
В 2017 году Сэмми на правах свободного агента перешёл в «Болтон».
В июне 2019 года подписал контракт с «Ноттингем Форест».
Летом 2021 года в статусе свободного агента перешёл в «Мидлсбро», подписав контракт на 2 года.

### Международная
Амеоби решил выступать за сборную Нигерии, присоединившись к тренировкам молодёжной сборной в Турции накануне молодёжного чемпионата Африки 2011. В составе молодёжной сборной Нигерии Амеоби провёл два товарищеских матча против молодёжных команд Саудовской Аравии и Египта в Дубае. Однако в ноябре 2011 года Сэмми был вызван в стан молодёжной сборной Англии на матчи отборочного турнира молодёжного чемпионата Европы 2013 против молодёжных команд Исландии и Бельгии. В первом матче против Исландии Сэм вышел на замену на 11-й минуте матча под 18-м номером вместо Натана Делфунесо, получившего травму, в итоге встреча завершилась победой англичан со счётом 5:0. Во втором матче за молодёжную команду Англии против Бельгии Амеоби появился с первых минут и был заменён Гэри Гарднером на 63-й минуте, а молодёжная сборная Англии, ведя вплоть до 72-й минуты со счётом 1:0, упустила победу и потерпела первое поражение в отборочном турнире.
| № | Место проведения                | Дата           | Оппонент        | Счёт  | Голы Амеоби | Замены | Номер | Соревнование                  |
| 1 | «Коммьюнити», Колчестер, Англия | 10 ноября 2011 | Исландия (мол.) | 5 : 0 | —           | 11'    | 18    | Отборочные матчи мол. ЧЕ-2013 |
| 2 | «Шарль Тондро», Монс, Бельгия   | 14 ноября 2011 | Бельгия (мол.)  | 2 : 1 | —           | 63'    | 11    | Отборочные матчи мол. ЧЕ-2013 |

Итого: 2 матча /  1 победа, 1 поражение.

## Личная жизнь
У Сэма есть два старших брата — Шола и Томи. Они также профессиональные футболисты и выступают на позиции нападающего.
В свободное время Сэмми играет в теннис, настольный теннис и гольф.

## Клубная статистика

### Матчи и голы
В графе «Игры» указаны выходы в стартовом составе, в скобках указаны выходы на замену.
| Клуб            | Сезон   | Премьер-лига | Премьер-лига | Кубок Англии | Кубок Англии | Кубок лиги | Кубок лиги | Всего  | Всего | Тов.  | Тов. |
| Клуб            | Сезон   | Игры         | Голы         | Игры         | Голы         | Игры       | Голы       | Игры   | Голы  | Игры  | Голы |
| --------------- | ------- | ------------ | ------------ | ------------ | ------------ | ---------- | ---------- | ------ | ----- | ----- | ---- |
| Ньюкасл Юнайтед | 2010/11 | 0 (1)        | 0            | —            | —            | —          | —          | 0 (1)  | 0     | —     | —    |
| Ньюкасл Юнайтед | 2011/12 | 1 (9)        | 0            | 0            | 0            | 0 (3)      | 1          | 1 (12) | 1     | 0 (2) | 1    |
| Итого           | Итого   | 1 (10)       | 0            | 0            | 0            | 0 (3)      | 1          | 1 (13) | 1     | 0 (2) | 1    |